# قرار مجلس الأمن التابع للأمم المتحدة رقم 2077
قرار مجلس الأمن التابع للأمم المتحدة رقم 2077، المتخذ بالإجماع في 21 نوفمبر 2012. جدد مجلس الأمن لسنة أخرى الإذن، الذي تم الاتفاق عليه لأول مرة في عام 2008، بالعمل الدولي لمكافحة الجرائم بالتعاون مع الحكومة الصومالية الجديدة، التي طلب منها إنشاء إطار قانوني وطني لهذا الجهد.

## روابط خارجية
- نص القرار في undocs.org